# Tilo Medek
Tilo Medek (* 22. Januar 1940 in Jena; † 3. Februar 2006 in Duderstadt), auch Müller-Medek, war ein deutscher Komponist und Musikverleger, der sich auch musikwissenschaftlich betätigte.

## Leben
Tilo Medek war der Sohn des Kammermusikers und Komponisten Willy Müller-Medek (1897–1965) und dessen Ehefrau Rosa, geb. Gewehr (1902–1976).
Um 1950 begann seine musikalische Ausbildung an der Jenaer Musikschule in den Fächern Violine, Klavier, Improvisation und weiteren theoretischen Fächern. Prägend wurde für ihn 1957 die Teilnahme an den 12. Internationalen Ferienkursen für Neue Musik im westdeutschen Darmstadt (Kurse bei Alexander Jemnitz, Luigi Nono, Hermann Scherchen und Karlheinz Stockhausen). Von 1959 bis 1962 war er Klavierschüler von Kurt Johnen (1884–1965) in Quedlinburg am Harz.
1959 legte er das Abitur ab und folgte die Verweigerung eines praktischen Jahres in der Produktion; im Spätherbst 1959 die Nachimmatrikulation an der Humboldt-Universität zu Berlin für Musikwissenschaft bei Walther Vetter, Ernst Hermann Meyer und Georg Knepler. Weitere Vorlesungen hörte er in Psychologie bei Kurt Gottschaldt, in Kunstgeschichte bei Karl-Heinz Clasen, in Theologie den Philosophiezyklus bei Lieselotte Richter und in Gartenbauarchitektur bei Willy Kurth.
Parallel dazu studierte er Komposition bei Rudolf Wagner-Régeny (1903–1969) an der Deutschen Hochschule für Musik in Ostberlin.
Durch Wegnahme des Stipendiums nach dem Mauerbau neben dem Studium war Medek ab 1962 freiberuflich tätig als Korrepetitor am Ensemble der Berliner Arbeiterjugend und als Komponist von Hörspiel- und Bühnenmusiken.
1964 schrieb er die Diplomarbeit in Musikwissenschaft: Die Vertonungen von Goethes Prometheus-Gedicht. Anschließend war er Meisterschüler Rudolf Wagner-Régenys an der Deutschen Akademie der Künste zu Berlin (DDR) bis 1967.
Von da an erhielt Tilo Medek verschiedene internationale Auszeichnungen bei Kompositionswettbewerben und bei Vergleichen von Rundfunk- und Fernsehanstalten:
Internationaler Kompositionswettbewerb der Stiftung Gaudeamus, Niederlande 1967 (für die Todesfuge), State University of New York 1968 (für Das Dekret über den Frieden), Opernwettbewerb DDR 1969 (für die Kurzoper Einzug), Friedrich-Kuhlau-Wettbewerb der Stadt Uelzen 1970 (für Kühl, nicht lau, Nr. 2 aus den Lesarten an zwei Klavieren), 22. Tribune internationale des Composits der UNESCO Paris 1975 (für die Kindermesse), Prix Folklorique de Radio Bratislava 1975 (für Der schwere Traum), Prix Danube in Bratislava 1977 für KRO-Niederlande-Aufzeichnung der Kindermesse, Ernst-Reuter-Preis 1982 (zusammen mit Dorothea Medek für ihr Feature Westöstliche Wechsel, ausgestellt in der Ankunftszeit).
1968 erfolgte die erste künstlerische Behinderung im Zusammenhang mit dem „Prager Frühling“, ausgelöst durch die Kompositionen Das Dekret über den Frieden (Lenin) und die „Battaglia alla turca“, Nr. 1 aus den Lesarten an zwei Klavieren.
1961–1968 lebte er in erster Ehe mit Inge Brüll (Tochter: Saskia, geb. 1966). Ab 1970 hatte er jährliche Arbeits-Sommeraufenthalte in Bindow am Ziestsee bei Königs Wusterhausen. Tilo Medek war in zweiter Ehe mit der Theaterwissenschaftlerin und Autorin Dorothea Medek verheiratet (Kinder: Mirjam, geb. 1971, Clara und Immanuel, geb. 1983).
Im Zusammenhang mit der Biermann-Ausbürgerung am 15. Juli 1977 widerfuhr ihm die „Entlassung aus der Staatsbürgerschaft der Deutschen Demokratischen Republik“ und er siedelte in die Bundesrepublik Deutschland über.
Wohnsitze hatte er von 1977 bis 1980 in Adscheid bei Hennef an der Sieg, 1980 bis 1985 in Unkel am Rhein und seit 1985 gegenüber auf der Rheinhöhe (oberhalb von Oberwinter) bei Remagen.
Seit 1982 besteht der Musikverlag Edition Tilo Medek (seit 1999 mit Druck und Verarbeitung).
Tilo Medek war Gründungsmitglied der Freien Akademie der Künste Mannheim. Im Februar 1992 war er Ehrenkomponist des 8. Festival International des Chœurs d’Enfants in Nantes (Frankreich).
Im Sommer 1994 verbrachte er einen Ehrenaufenthalt an der Deutschen Akademie in Rom (Villa Massimo).
1999 wurde er Korrespondierendes Mitglied des Collegium opaeum Jenense an der Friedrich-Schiller-Universität Jena.
In den letzten Jahren bestätigte er sich wieder musikwissenschaftlich und hielt Vorträge.
Private Kompositionsschüler hatte Medek seit 1967.

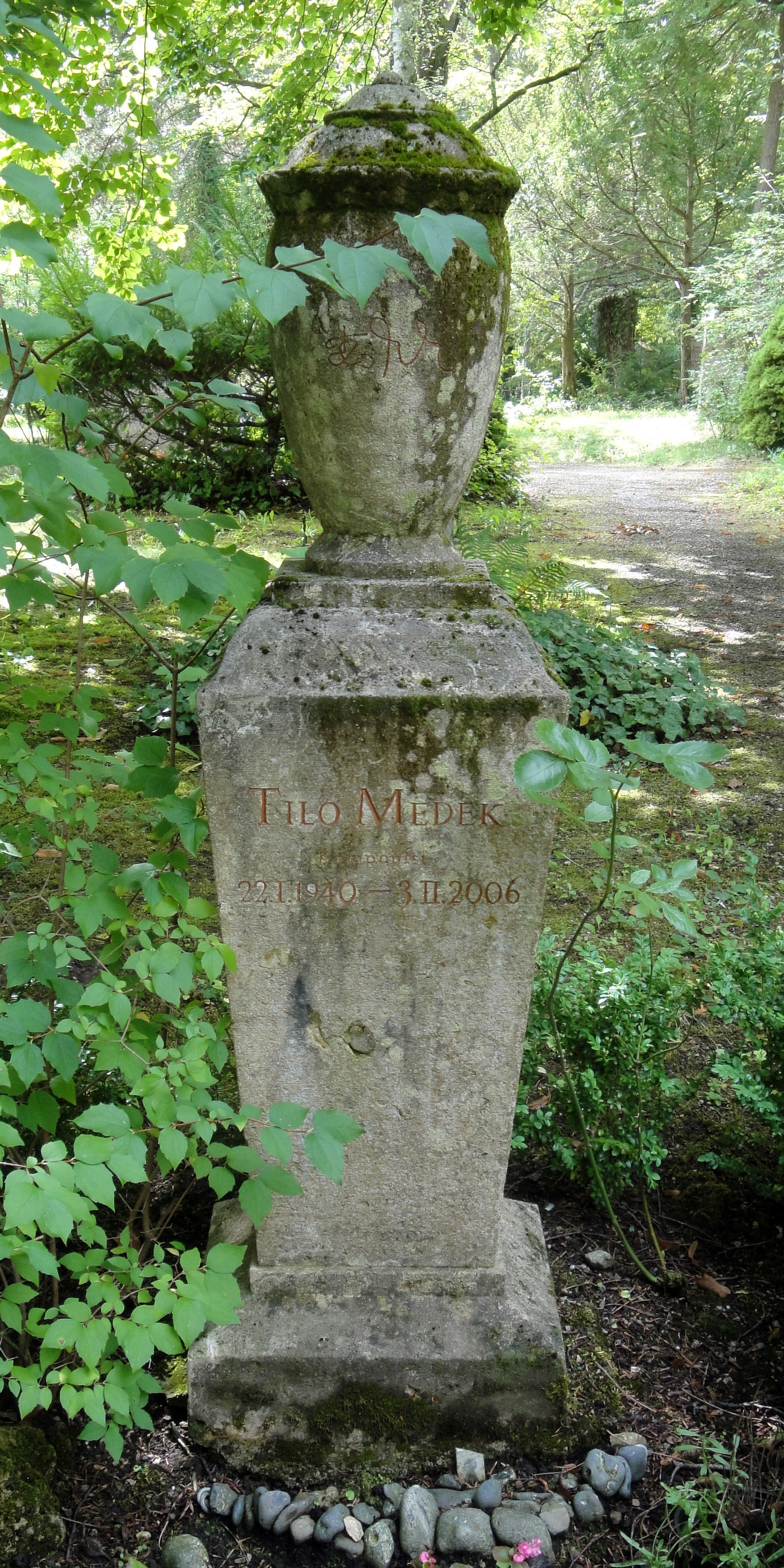
Grab von Tilo Medek auf dem Nordfriedhof in Jena

Seit September 2002 verfolgte er den Aufbau einer kompositorischen Unterweisung am Staatlichen Musikgymnasium des Landes Rheinland-Pfalz in Montabaur. Seit 1962 war er ununterbrochen freiberuflich tätig.

## Werk
Zu seinem Werk gehören sowohl zahlreiche Kammermusik- und Klavierkompositionen, u. a. bekannte Vertonungen Brechtscher Lyrik, die von bekannten Diseusen wie Sonja Kehler interpretiert wurden, als auch eine Vielzahl Chor- und Orchesterwerke. Besonders für das Chorwerk Die Todesfuge nach Paul Celans Gedicht Todesfuge erhielt er früh auch die Anerkennung des Westens. Außerdem stammen drei abendfüllende Bühnenwerke von Medek, zuletzt entstand die Oper Katharina Blum (1991) nach Heinrich Böll. Zwei andere noch zu DDR-Zeiten komponierte Singspiele wurden sowohl in Hörfunkfassungen als auch im Fernsehen gesendet. Medek schuf weit über 20 Hörspielmusiken, die ausnahmslos für Produktionen des DDR-Hörfunks entstanden. Sein Konzert für Marimbaphon und Orchester, war das erste dieser Art in der DDR, es wurde aufgenommen im Rundfunk der DDR mit dem Solisten Wolfgang Preissler und dem Rundfunk Sinfonieorchester. Weiterhin entstanden 14 Solokonzerte, 3 Sinfonien: Die Eisenblätter, Die Rheinische, Die Sorbische und ein umfangreiches Orgelwerk. Daneben schuf Medek auch einige Werke für Zupforchester und Blasorchester. Eines der am häufigsten gespielten Werke ist Die betrunkene Sonne für Sprecher und Orchester – ein Melodram für Kinder mit dem Text von Sarah Kirsch.

## Tonträger
- Die betrunkene Sonne. Ein Melodram für Kinder für Sprecher und Orchester.
- Nova 8 85 019, 1971 (A-Seite)
- LP: Deutsche Grammophon DG-Junior 2546054, 1981
- MC: Deutsche Grammophon DG-Junior, 3346054, 1981
- CD: 26.–27. Juni 1996 Schwerte SonArte, P 1997 2987610002, 1997
- CD: Musik für Kinder (3 CD Set) Deutsche Grammophon, 459 606, 1998
- CD: El sol borracho, AgrupArte (Spanien) ISBN 84-95423-04-9 (mit illustriertem Büchlein) 2000
- CD: Musik in Deutschland 1950–2000 (Box 3: Angewandte Musik, Disk 9) Deutscher Musikrat RCA RedSeal, 74321 73527 2 2001
- Tilo Medek: Orgelwerke. (Wandlungs-Passacaglia (2001), B-A-C-H, Vier Töne für Orgel (1973), Verschüttete Bauernflöte (1969), Quatemberfeste für Orgel (1989), Gebrochene Flügel (1975), Rückläufige Passacaglia (1979)). Cybele Records, SACD 060.801 (2008)
- Triops-Botschaft – Das Gitarrenwerk von Tilo Medek. (A-Seite: Rosenlied – Pergola – Rautenkranz (1967/69), Albumblatt mit Randbemerkungen (1967/68), Venezianisches Naxos (1981); B-Seite: Erdrauch (1979), Triops – Botschaft (1985)). Ricophon LP 01030 ETM
- Tilo Medek: Cello Concerto. (Cello Concerto Nr. 1 (1978/82), Eine Stele für Bernd Alois Zimmermann (1976), Schattenspiele(1973). classic production osnabrück, cpo 777 520-2, 2010
- Kindermesse (Zum Gedenken der im Dritten Reich ermordeten Kinder) (1974) für Kinderchor
- Fernsehfassung: 4. Mai 1979, Niederländisches Fernsehen, II. Programm, KRO Hilversum)
- LP: Kindermesse und Struwwelpeter – Mannheimer Kinderchor, Edition Tilo Medek, 01012 1986
- CD: Musik in Deutschland 1950-2000 (Box 16: Musik für Chöre, Disk 1) Deutscher Musikrat, RCA RedSeal, 74321 73660 2 1998
- So ein Struwwelpeter (1975). Musikalischer Bilderbogen für Sopransolo, Kinderchor und Solostimmen, Flöte, Fagott, Marimbaphon und andere Schlaginstrumente, Text: Hansgeorg Stengel
- CD: Landesmusikakademie NRW, audite!nova, LC 18939 2010

## Filmmusik
- 1975: Nordzuschlag – Sibirische Charaktere

## Hörspielmusik
- 1969: Bertolt Brecht Der Ozeanflug – auch Regie mit Kurt Veht (Hörspiel – Rundfunk der DDR)
- 1972: Agnieszka Osiecka: Appetit auf Frühkirschen – Regie: Albrecht Surkau (Hörspiel – Rundfunk der DDR)
- 1973: Jiří Kafka: Vom Wasser, das zu singen aufhörte – Regie: Albrecht Surkau (Kinderhörspiel – Rundfunk der DDR)
- 1975: Jiří Kafka: Vom Wasser, das zu singen aufhörte – Regie: Albrecht Surkau (Kinderhörspiel – Litera)
- 1975: Prosper Merimée: Die Jacquerie – Regie: Albrecht Surkau (Hörspiel – Rundfunk der DDR)